# Blanca de Cartagena
Blanca de Cartagena es un cultivar de higuera de tipo Higo Común Ficus carica, bífera es decir produce dos cosechas por temporada, las brevas de primavera-verano, y los higos de verano-otoño, de higos de epidermis con color de fondo verde intenso brillante con sobre color manchas irregulares de color verde amarillento, lenticelas abundantes de tamaño mediano y color verde blanquecino. Es oriunda de Cartagena, Región de Murcia, se está cultivando en el vivero de ANSE "Asociación de Naturalistas del Sureste", donde cultivan variedades frutícolas y hortícolas de la herencia para su conservación y recuperación en su cultivo.

## Sinonimia
- „sin sinónimos“.[6][7]

## Historia
Nuestra higuera Ficus carica, procede de Oriente Medio y sus frutos formaron parte de la dieta de nuestros más lejanos antepasados. Se cree que fueron fenicios y griegos los que difundieron su cultivo por toda la cuenca del mar Mediterráneo. Es un árbol muy resistente a la sequía, muy poco exigente en suelos y en labores en general.
Los higos secos son muy apreciados desde antiguo por sus propiedades energéticas, además de ser muy agradables al paladar por su sabor dulce y por su alto contenido en fibra; son muy digestivos al ser ricos en cradina, sustancia que resulta ser un excelente tónico para personas que realizan esfuerzos físicos e intelectuales.
España se ha consolidado en los últimos años como el mayor productor de higos de la Unión Europea y el noveno a nivel mundial, según los datos de "FAOSTAT" (Estadísticas de la FAO) del 2012 que recoge un reciente estudio elaborado por investigadores del « “Centro de Investigación Finca La Orden- Valdesequera” ».
Esta variedad 'Blanca de Cartagena' está descrita por Diego Rivera Núñez en su libro «Las variedades tradicionales de frutales de la cuenca del Río Segura: Catálogo etnobotánico: cítricos, frutos carnosos y vides» de 1988.
La higuera 'Blanca de Cartagena' es oriunda de la localidad de Cartagena, en la Región de Murcia. Se está cultivando en la Región de Murcia en el vivero de ANSE "Asociación de Naturalistas del Sureste", donde cultivan variedades frutícolas y hortícolas de la herencia para su conservación y recuperación de su cultivo.

## Características
La higuera 'Blanca de Cartagena' es una variedad bífera de tipo Higo Común produce dos cosechas por temporada las brevas de primavera-verano y los higos de otoño. Árbol de mediano desarrollo, follaje denso, hojas de 3 lóbulos en su mayoría, con el lóbulo central en forma de punta de lanza, también tiene hojas de 1 lóbulo pero menos. Los frutos 'Blanca de Cartagena' son de producción mediana de brevas y alta de higos.
Los frutos 'Blanca de Cartagena' son esféricos ligeramente periformes, de tamaño mediano, no simétricos, de epidermis de textura fina  resistente, de color de fondo verde intenso brillante con sobre color manchas irregulares de color verde amarillento, lenticelas abundantes de tamaño mediano y color verde blanquecino; cuello grueso de una longitud tipo mediano; pedúnculo de 2- 3 mm corto y grueso de color marrón oscuro, con escamas pedunculares grandes de color marrón claro; ostiolo de tamaño mediano con escamas ostiolares pequeñas semiadheridas de color marrón blanquecino; costillas marcadas. El mesocarpio presenta dos franjas de distinto grosor y color, la próxima a la epidermis de grosor fino alrededor del cuerpo del fruto y del ostiolo y más grueso en la zona del cuello con color blanco y otra franja fina en el cuerpo y bastante más gruesa en ostiolo con una tonalidad violeta intenso; cavidad interna ausente con aquenios pequeños muy numerosos; pulpa de color ámbar a rojo, dulce y jugosa; con firmeza media. De una calidad buena en su valoración organoléptica.

## Cultivo y usos
'Blanca de Cartagena', es una variedad de higo con piel fina que se pela con facilidad, se pueden consumir en fresco, muy buenos de sabor. Cultivada en Cartagena Murcia.